# Procédure d'abandon manifeste
En droit français, la procédure d'abandon manifeste est prévue par le Code général des  collectivités territoriales. Elle concerne les lieux (biens immeubles) non entretenus.

## Description
Un immeuble, terrain, parcelle, passage, ou partie, peut fait l'objet d'une procédure d'abandon manifeste lorsqu'il n'est pas entretenu, en vue de son expropriation au profit de la commune, à l'initiative de la municipalité, sous réserve d'être dans le périmètre d'agglomération de la commune.
Cette procédure existe à côté des procédures de péril imminent et non imminent.
Elle est définie par les articles L. 2243‑1 à L. 2243‑4 du code général des collectivités territoriales.